# Cacatua negra beccurta
La cacatua negra beccurta (Zanda latirostris) és una espècie d'ocell de la família dels cacatuids (Cacatuidae) que habita boscos i matolls del sud-oest d'Austràlia Occidental.